# Asuka Hinoi
Asuka Hinoi (樋井明日香, Hinoi Asuka), née le 8 janvier 1991 à Kawachinagano, au Japon, est une chanteuse japonaise.

## Biographie
Asuka Hinoi débute à 11 ans en 2002 comme idole japonaise au sein du trio de J-pop féminin LOVE & PEACE, avec Hikaru Koyama et Miho Hiroshige. Le groupe ne dure que le temps d'un single, Drifter, thème du film Dodge Go! Go! dans lequel le groupe apparait brièvement. Hinoi continue en solo avec un premier single en 2003 produit par Tomoko Kawase (alias Tommy february6), puis un deuxième en 2004 produit par Hiromasa Ijichi, le producteur de SPEED. Elle joue en parallèle dans quelques dramas télévisés. Elle devient en 2005 leader de son propre groupe, Hinoi Team, où elle retrouve Hikaru Koyama de LOVE & PEACE. Mais le groupe cesse ses activités en 2007, après six singles et un album, et Hinoi reprend sa carrière en solo avec un single en 2007, puis un titre pour une compilation en 2008...

## Discographie

### Singles
1. 19 novembre 2003 : Wanna be your girlfriend
2. 14 avril 2004 : Tatta Hitori no Kimi (たったひとりの)
3. 2 mai 2007 : Ashitahe no Hikari (明日への光)

### Compilations
1. 19 mars 2008 : Suiren (睡蓮) (titre sur la compilation FLOWER FESTIVAL～VISION FACTORY presents)

## Photobook
- 2007 : ASUKA